# Ollolai
Ollolai é uma comuna italiana da região da Sardenha, província de Nuoro, com cerca de 1.579 habitantes. Estende-se por uma área de 27 km², tendo uma densidade populacional de 58 hab/km². Faz fronteira com Gavoi, Mamoiada, Olzai, Ovodda, Sarule, Teti.

## Demografia
| Variação demográfica do município entre 1861 e 2011                               |
|                                                                                   |
| Fonte: Istituto Nazionale di Statistica (ISTAT) - Elaboração gráfica da Wikipedia |